# Świat Henry’ego Orienta
Świat Henry’ego Orienta amerykański film z 1964 roku wyreżyserowany przez George’a Roya Hilla. Jest to adaptacja powieści Nory Johnson wydanej pod tym samym tytułem.